# قطعنامه ۱۵۲۱ شورای امنیت
قطعنامه  ۱۵۲۱ شورای امنیت سازمان ملل متحد که در تاریخ ۲۲ دسامبر ۲۰۰۳ تصویب شد، سندی بین‌المللی دربارهٔ بررسی وضعیت در لیبریا است. این قطعنامه طی نشست ۴۸۹۰ام با ۱۵ رای موافق، ۰ مخالف و ۰ ممتنع تصویب شد.